# Valentín Elizalde
Pour les articles homonymes, voir Elizalde.
Valentín Elizalde Valencia, né à Jitonhueca (es), un village de la Municipalité  d'Etchojoa dans l'état de Sonora, le 1er février 1979 et mort à Reynosa, Tamaulipas, le 25 novembre 2006, connu professionnellement comme  El Gallo de Oro (le Coq en Or), est un chanteur de Musique régionale mexicaine dont la mort tragique, au pinacle de son succès, a marqué l'opinion internationale, et est entrée dans la mémoire populaire mexicaine. 

## Carrière
La carrière musicale de Valentín Elizalde a commencé le 24 juin 1998 à Sonora, lors d'une fête, où il a reçu son premier paiement. Valentin a commencé les préparatifs pour enregistrer son premier album et a été reconnu dans les états de Sonora, Jalisco, Sinaloa et Chihuahua.
Elizalde n'était pas seulement chanteur mais aussi compositeur d'un grand nombre de chansons de styles variés, dans la tradition du tambour Sinaloa, parmi ces styles se trouve le narcocorrido.

## Assassinat
Le 25 novembre 2006, Valentín Elizalde a été assassiné par un groupe de tueurs à gages, alors qu'il quittait, vers 3 h 30 du matin, le Palenque de l'Expo-Feria de Reynosa où il venait de donner un concert. Le SUV Chevrolet Suburban qui transportait le chanteur, a été criblé par soixante-dix projectiles de trois calibres différents, tuant celui-ci, Reynaldo Ballesteros Nava, qui était son chauffeur, et Mario Mendoza Grajeda, son homme de confiance. Fausto "Tano" Elizalde, un cousin de Valentín Elizalde, survécut, blessé à l'attentat,.

## Autres assassinats dans son entourage
Le 20 juin 2016, Blanca Vianey Durán, la mère de Kimberly Valeria Elisalde, est assassinée devant sa fille, de deux balles dans la tête, tirées par un tueur à gages, dans une rue de Ciudad Obregón alors qu'elles se rendent dans une pâtisserie pour commander un gâteau pour la fête des quinze ans de la jeune fille. Jesús Enrique Elizalde Valencia ne pense pas qu'un lien quelconque existe entre cette mort et celle de son frère.

## Vie familiale et privée
Valentín Elizalde est le fils d'Everardo Elizalde Garcia, chanteur de Musique régionale mexicaine, célèbre sous son nom de scène Lalo “El Gallo” Elizalde, et de Camila Valencia Rivas . Il a au moins trois frères et sœurs connus Jesús Enrique Elizalde Valencia, Juan Francisco Elizalde Valencia et Livia Zulema Elizalde Valencia, et plusieurs demi-frères ou demi-sœurs dont Joel Elizalde, Efrain Elizalde et Sergio Everardo Elizalde Torres.

## Sources
- (es) La Silla Rota, « A 14 años, estos son los presuntos asesinos de Valentín Elizalde » [html], E-consulta Veracruz, Xalapa, E-consulta, 24 novembre 2020.
- (es) Rodrigo Gutiérrez González, « ¿Quién mató a Valentín Elizalde? » [html], sur La Silla Rota, la silla rota, Ciudad de México, Grupo La Silla Rota. Publicaciones Comunitarias S.A. de C.V., 24 novembre 2020.
- (es) Gilberto López Alanís, « Carlos Fuentes: Sinaloense por filiación materna » [html], sur Al100xSinaloa, Al100xSinaloa, Culiacán, 8 août 2016.
- (es) Rolamix, « Biografía De Valentín Elizalde: El Gallo De Oro » [html], Rolamix Espetaculos, sur rolamix.com, Biographias, San Francisco, Rolamix Inc., 27 juin 2019.
- (es) Haniel Mata, « Valeria Elizalde revela todos los detalles sobre la serie de su papá Valentín Elizalde "El Gallo de Oro" » [html], Espectáculos, sur El Heraldo de México, El Heraldo de México, Ciudad de México, Operadora y Administradora de Información y Editorial, S.A. de C.V., 18 novembre 2021.
- (es) Dépêche d'agence Univision, « Madre de Valentín Elizalde se lanza a la política » [html], sur Zócalo, Espetaculos, Saltillo, Periódico Zócalo, 2012.
- (es) Joel Elizalde, « Dinastia Elizalde » [html], sur JoelElizaldeOficial Facebook, 25 mars 2022 : « Hace algunos años de ese disco donde faltaron mis otros hermanos el flaco y sergio ... somos 6, bueno eramos,nomas que ahi faltaron sergio y el flaco, lo que pasa que ellos no grabaron en la misma compañia de discos por eso no salieron ahi (un disque qui a quelques années sur lequel manquent mes frères "le maigre" et Sergio ... nous sommes 6, bon nous étions six, sauf que là, il manquait Sergio et "Le maigre", ce qui s'est passé, est qu'ils ne travaillaient pas pour la même maison de disques et que l'on n'a pas pu les mettre dessus. ».
- (es) « Buenamusica : biografía de Valentin Elizalde », sur Buenamusica (consulté le 14 décembre 2020).
- (es) Redacción de El Imparcial, « ¿Qué se sabe del asesinato de la ex pareja de Valentín Elizalde? »(Archive.org • Wikiwix • Archive.is • Google • Que faire ?) [html], sur El Imparcial, El Imparcial, Tijuana, Impresora y Editorial SA de CV., 21 juin 2016.
- (es) Infobae Entretenimiento, « Valentin Elizalde 13 años después de su asesinato: la terrible ejecución que acabó con el Golden Rooster », sur infobae (consulté le 14 décembre 2020).